# Danh sách ngọn hải đăng ở Åland
Dưới đây là danh sách các ngọn hải đăng ở Quần đảo Åland.

## Ngọn hải đăng
| Tên                                     | Hình ảnh | Năm xây dựng   | Vị trí & tọa độ | Đặc tính ánh sáng                            | Chiều cao toàn bộ | Số NGA | Số Admiralty                              | Phạm vi hải lý          | Ghi chú |
| --------------------------------------- | -------- | -------------- | --- | -------------------------------------------- | ----------------- | ------ | ----------------------------------------- | ----------------------- | --- |
| Bärökobben                              |          |                | Ngoài khơi phía đông bắc đảo Bärö 60°19′48,1″B 21°02′8,3″Đ / 60,31667°B 21,03333°Đ                                     | Fl WRG 3s.                                   | 7 mét (23 ft)     |        | C4648.6                                   |                         | |
| Båden                                   |          |                | Ngoài khơi 8 kilômét (5,0 mi) về phía tây bắc đảo Fiskö 60°28′6,8″B 21°08′55,3″Đ / 60,46667°B 21,13333°Đ               | Fl WRG 5s.                                   | 6 mét (20 ft)     |        | C4650.5                                   |                         | |
| Bogskär                                 |          | 1882           | Ngoài khơi 50 kilômét (31 mi) về phía đông nam của Mariehamn 59°30′16,2″B 20°20′48,1″Đ / 59,5°B 20,33333°Đ             | Fl (3) W 20s.                                | 28 mét (92 ft)    | 16092  | C4486                                     | 9                       | Ngọn hải đăng ban đầu bị phá hủy trong Thế chiến I bởi tàu chiến Đức, được xây dựng lại vào năm 1922                              |
| Bogskär Båk                             |          | 1824           | Cách 6 kilômét (3,7 mi) về phía đông đảo Husö 60°04′32,6″B 20°55′30,5″Đ / 60,06667°B 20,91667°Đ                        | Fl WRG 5s.                                   | 17 mét (56 ft)    |        | C4628                                     |                         | |
| Ngọn hải đăng phía sau dãy Brändö Föglö |          |                | Đảo Brändö 60°01′21,3″B 20°19′6,9″Đ / 60,01667°B 20,31667°Đ                                                            | L Fl W 6s.                                   | 37 mét (121 ft)   |        | C4567.11                                  |                         | |
| Brändökobben                            |          |                | Phía tây đảo Brändö 60°01′28,4″B 20°18′42,1″Đ / 60,01667°B 20,3°Đ                                                      | Fl WRG 3s.                                   | 7 mét (23 ft)     |        | C4567                                     |                         | |
| Ngọn hải đăng phía sau Fagarvik         |          |                | Ở tại bến phà Lumparland 60°06′56,7″B 20°18′3,5″Đ / 60,1°B 20,3°Đ                                                      | L Fl W 6s.                                   | 9 mét (30 ft)     |        | C4582                                     |                         | |
| Fästorna                                |          | 1856           | Ngoài khơi khoảng 8 kilômét (5,0 mi) về phía nam Föglö 59°51′22,5″B 20°20′34,2″Đ / 59,85°B 20,33333°Đ                  | Fl WRG 5s.                                   | 19 mét (62 ft)    | 16158  | C4546                                     | 7                       | |
| Ngọn hải đăng trước dãy Fjärdhällan     |          |                | Ngoài khơi khoảng 3 kilômét (1,9 mi) về phía nam Mariehamn 60°00′25,6″B 19°58′35,9″Đ / 60°B 19,96667°Đ                 | Q WRG                                        | 5 mét (16 ft)     |        | C4516                                     |                         | |
| Flisörännan                             |          |                | Ngoài khơi phía tây đảo Föglö 60°00′22,3″B 20°17′57,7″Đ / 60°B 20,28333°Đ                                              | Fl WRGY 3s.                                  | 10 mét (33 ft)    |        | C4550                                     |                         | |
| Flisösund                               |          |                | ĐảoFöglö 60°01′0,4″B 20°19′49,5″Đ / 60,01667°B 20,31667°Đ                                                              | Q (2) WRG 6s.                                | 4 mét (13 ft)     |        | C4554                                     |                         | |
| Flötjan                                 |          | 1953           | Ngoài khơi 18 kilômét (11 mi) về phía tây nam Mariehamn 59°48′30,3″B 19°46′55,6″Đ / 59,8°B 19,76667°Đ                  | Fl (2) W 20s                                 | 26 mét (85 ft)    | 16100  | C4482                                     | 10                      | |
| Gisslan                                 |          | 1910 est.      | Ngoài khơi khoảng 8 kilômét (5,0 mi) về phía tây nam Eckerö 60°11′19,9″B 19°27′1,6″Đ / 60,18333°B 19,45°Đ              | Fl W 5s.                                     | 16 mét (52 ft)    |        | C4476                                     |                         | |
| Ngọn hải đăng trước dãy Granboda        |          |                | Đảo Degerö 60°03′48,2″B 20°26′10,8″Đ / 60,05°B 20,43333°Đ                                                              | Q Y                                          | 21 mét (69 ft)    |        | C4567.5                                   |                         | |
| Granö                                   |          |                | 60°03′27,4″B 19°55′30,5″Đ / 60,05°B 19,91667°Đ                                                                         | Q (2) WRG                                    | 6 mét (20 ft)     |        | C4510                                     |                         | |
| Gustaf Dalén                            |          | 1947           | Bãi cạn Rödakon khoảng 8 kilômét (5,0 mi) về phía bắc Kökar 60°05′7,2″B 20°59′0,7″Đ / 60,08333°B 20,98333°Đ            | Q (2) WRG 6s.                                | 12 mét (39 ft)    |        | C4629                                     |                         | Ngọn hải đăng được đặt tên theo Nils Gustaf Dalén, một kỹ sư hải đăng người Thụy Điển và là một trong những người đoạt giải Nobel |
| Hamnö                                   |          |                | Đảo Hamnö 59°56′52,4″B 20°52′37,7″Đ / 59,93333°B 20,86667°Đ                                                            | L Fl W 6s.                                   | 18 mét (59 ft)    |        | C4728.1                                   |                         | |
| Ngọn hải đăng trước dãy Kalkgrund       |          |                | Đảo Kalkgrund 60°03′10,2″B 20°20′5,4″Đ / 60,05°B 20,33333°Đ                                                            | Q WRG                                        | 11 mét (36 ft)    |        | C4566                                     |                         | |
| Ngọn hải đăng sau dãy Kalkgrund         |          |                | Skötskär, phía đông nam Lumparland 60°03′38,2″B 20°20′33,1″Đ / 60,05°B 20,33333°Đ                                      | L Fl W 6s.                                   | 25 mét (82 ft)    |        | C4566.1                                   |                         | |
| Kallan                                  |          |                | 5 kilômét (3,1 mi) về phía bắc đảo Lökö 60°26′58,6″B 19°44′22″Đ / 60,43333°B 19,73944°Đ                                | Fl WRG 3s.                                   | 8 mét (26 ft)     | 16808  | C4465.4                                   | 4                       | |
| Kökarsören                              |          | 1983           | 10 kilômét (6,2 mi) về phía đông nam Kökar 59°46′3,4″B 21°01′5,9″Đ / 59,76667°B 21,01667°Đ                             | Fl W 5s.                                     | 24 mét (79 ft)    | 15804  | C4726                                     | 9                       | |
| Koklubb                                 |          |                | Ngoài khơi 5 kilômét (3,1 mi) về phía đông nam Mariehamnr 60°00′0,8″B 20°00′3,6″Đ / 60°B 20°Đ                          | V Q (5) 6s.                                  | 6 mét (20 ft)     |        | C4515                                     |                         | |
| Koxnan                                  |          |                | Khoảng 15 kilômét (9,3 mi) về phía đông của ngọn hải đăng Kallan 60°28′2,4″B 19°56′16,6″Đ / 60,46667°B 19,93333°Đ      | Fl W 5s.                                     | 17 mét (56 ft)    | 16812  | C4465                                     | 6                       | |
| Lågskär                                 |          | 1920           | Đảo Lågskär 59°50′28,2″B 19°54′43,9″Đ / 59,83333°B 19,9°Đ                                                              | Fl W 12s.                                    | 42 mét (138 ft)   | 16096  | C4480                                     | 11                      | |
| Långörene                               |          |                | 8 kilômét (5,0 mi) về phía tây bắc đảo Fiskö 30°22′53,1″B 20°51′36,8″Đ / 30,36667°B 20,85°Đ                            | Fl WRG 3s.                                   | 10 mét (33 ft)    |        | C4462.8                                   |                         | |
| Ledskär                                 |          | 1904 est.      | Ngoài rìa đông nam của Fasta Åland 59°57′48,8″B 20°10′11,9″Đ / 59,95°B 20,16667°Đ                                      | Q (2) WRG 5s.                                | 9 mét (30 ft)     | 16144  | C4542                                     | 8                       | |
| Đèn dãy Lotsberget                      |          |                | Mariehamn 60°05′0,8″B 19°56′1,4″Đ / 60,08333°B 19,93333°Đ                                                              | Iso W 2s. (phía trước), Iso W 6s. (phía sau) | 34 mét (112 ft)   |        | C4500 (phía trước), C4500.1 (phía sau)    |                         | |
| Lumparudd                               |          |                | Mariehamn 60°10′5,3″B 20°13′48,2″Đ / 60,16667°B 20,21667°Đ                                                             | VQ (2) WRG 6s.                               | 6 mét (20 ft)     |        | C4525                                     |                         | |
| Marhällan                               |          | 1938           | Ngoài khơi 6 kilômét (3,7 mi) về phía tây nam Mariehamn 60°01′51,3″B 19°52′18,3″Đ / 60,01667°B 19,86667°Đ              | Q (3) WRG 6s.                                | 15 mét (49 ft)    | 16760  | C4490                                     | Trắng: 10 đỏ: 2 xanh: 2 | |
| Mariehamn                               |          | 1898           | Mariehamn 60°06′17,2″B 16°56′41,4″Đ / 60,1°B 16,93333°Đ                                                                | Q (2) W 6s.                                  | 8 mét (26 ft)     |        | C4505.3                                   |                         | |
| Mellanklubb                             |          |                | Đảo Mellanklubb 60°14′44″B 20°33′9,1″Đ / 60,24556°B 20,55°Đ                                                            | Fl WRG 3s.                                   | 6 mét (20 ft)     |        | C4638                                     |                         | |
| Märket                                  |          | 1885           | Märket 60°18′3,63″B 19°7′53,15″Đ / 60,3°B 19,11667°Đ                                                                   | Fl W 5s.                                     | 17 mét (56 ft)    | 16792  | C4472                                     | 9                       | Theo Hiệp hội Hải đăng Phần Lan ngọn hải đăng ở Märket là ngọn hải đăng độc đáo nhất ở Phần Lan.                                  |
| Nottö                                   |          |                | Đảo Notö 60°18′19″B 21°00′37,1″Đ / 60,30528°B 21°Đ                                                                     | Fl WRG 3s.                                   | 7 mét (23 ft)     |        | C4647                                     |                         | |
| Rannö                                   |          | 1962           | Đảo Rannö 60°31′43,6″B 20°11′55,2″Đ / 60,51667°B 20,18333°Đ                                                            | Q (2) W 5s.                                  | 20 mét (66 ft)    | 16814  | C4464.4                                   | 5                       | |
| Rågrund                                 |          |                | Ngoài khơi phía đông nam Fasta Åland 59°57′53″B 20°11′29,6″Đ / 59,96472°B 20,18333°Đ                                   | Iso WRG 2s.                                  | 10 mét (33 ft)    |        | C4547                                     |                         | |
| Sälskär                                 |          | 1868           | Đảo Sälskär 60°24′42,2″B 19°35′33,2″Đ / 60,4°B 19,58333°Đ                                                              | Fl (2) W 12s.                                | 44 mét (144 ft)   | 16800  | C4466                                     | 12                      | |
| Sälsö                                   |          |                | Đảo Sälsö 60°04′31,2″B 20°44′57,3″Đ / 60,06667°B 20,73333°Đ                                                            | Iso WRG 6s.                                  | 29 mét (95 ft)    |        | C4615.1                                   |                         | |
| Sånökubb                                |          |                | Đảo Hamnö, Sottunga 60°05′55,9″B 20°40′41″Đ / 60,08333°B 20,67806°Đ                                                    | Q (2) WRG 6s.                                | 6 mét (20 ft)     |        | C4609                                     |                         | |
| Skiftet (Kihti)                         |          | 1938           | Ngoài khơi khoảng 16 kilômét (9,9 mi) về phía đông đảo Husö 60°04′33,7″B 21°08′15,3″Đ / 60,06667°B 21,13333°Đ          | Q (3) WRG 10s.                               | 11 mét (36 ft)    | 16480  | C4630                                     | 9                       | |
| Solovjeva                               |          | Những năm 1980 | Trung tâm biển Åland 60°11′12″B 19°10′18″Đ / 60,18667°B 19,17167°Đ                                                     | VQ (4) W 8s.                                 | 14 mét (46 ft)    | 16774  | C4473.5                                   | 6                       | |
| Sottunga Rödgrund                       |          |                | Phía tây bắc đảo Husö 60°05′23,6″B 20°45′34,3″Đ / 60,08333°B 20,75°Đ                                                   | Fl WRG 3s.                                   | 14 mét (46 ft)    |        | C4613                                     |                         | |
| Söderkobb                               |          |                | Ngoài khơi 10 kilômét (6,2 mi) về phía đông Kökar 59°56′1,9″B 21°14′7,7″Đ / 59,93333°B 21,23333°Đ                      | Fl W RGY 6s.                                 | 8 mét (26 ft)     |        | C4625.5                                   |                         | |
| Ngọn hải đăng trước dãy Stegskär        |          |                | Ngoài khơi10 kilômét (6,2 mi) về phía nam Mariehamn 60°00′46,7″B 19°57′44,5″Đ / 60°B 19,95°Đ                           | Iso W 2s.                                    | 11 mét (36 ft)    |        | C4513.4                                   |                         | |
| Stegskärsgrund                          |          |                | Ngoài khơi 5 kilômét (3,1 mi) về phía đông nam Mariehamn 60°00′48,3″B 19°57′41,5″Đ / 60°B 19,95°Đ                      | L Fl W 5s.                                   | 24 mét (79 ft)    |        | C4512.1                                   |                         | |
| Stora Lökskär                           |          |                | Bãi ngầm Stora Lökskär, 16 kilômét (9,9 mi) về phía đông namMariehamn 59°59′1,3″B 20°01′37,8″Đ / 59,98333°B 20,01667°Đ |                                              | 6 mét (20 ft)     |        | C4532                                     |                         | |
| Storgrund                               |          | 1909.          | Ngoài rìa phía đông nam Fasta Åland 59°58′9,1″B 20°11′46,8″Đ / 59,96667°B 20,18333°Đ                                   | Fl WRG 5s,                                   | 9 mét (30 ft)     |        | C4548                                     |                         | |
| Tjurgrund                               |          |                | Đảo Tjurgrund, Sottunga 60°06′33,8″B 20°41′48,2″Đ / 60,1°B 20,68333°Đ                                                  | Fl (2) WRG 6s.                               | 8 mét (26 ft)     |        | C4608                                     |                         | |
| Torsholmakobben                         |          |                | Ngoài rìa Torsholma, Brändö 60°19′45,9″B 21°06′11,6″Đ / 60,31667°B 21,1°Đ                                              | Fl WRG 3s.                                   | 8 mét (26 ft)     |        | C4649.2                                   |                         | |
| Trännskär                               |          | 1940           | Trännskär, Sottunga 60°00′57,2″B 20°47′59,7″Đ / 60°B 20,78333°Đ                                                        | Q WRG                                        | 8 mét (26 ft)     |        | C4624                                     |                         | |
| Đèn dãy Valberg                         |          |                | Bờ biển phía tây của đảo Eckerö 60°12′35,7″B 19°31′4,4″Đ / 60,2°B 19,51667°Đ                                           | Q W (phía trước), L Fl W 6s.(phía sau)       | 19 mét (62 ft)    |        | C4473.3 (phía trước), C4473.31 (phía sau) |                         | |